# 北海道平取養護学校
北海道平取養護学校（ほっかいどう びらとりようごがっこう）は、北海道沙流郡平取町本町にある公立特別支援学校。

## 沿革
- 1978年（昭和53年） - 開校
- 1998年（平成10年） - 併設高等部開設

## 教育目標
未来に向かい　よろこびをもって生きる　子どもを育てる
- よく考え学ぶ子ども
- 豊かな心をもつ子ども
- 命と体を大切にする子ども

## 学校行事
| - 4月 始業式 入学式 - 5月 - 6月 運動会 | - 7月 終業式 - 8月 始業式 - 9月 | - 10月 学習発表会 - 11月 - 12月 終業式 | - 1月 始業式 - 2月 - 3月 卒業証書授与式修了式 |

## 通学区域
- 厚真町、むかわ町、日高町、平取町、新冠町、浦河町、様似町、えりも町、新ひだか町
- 苫小牧市、白老町、安平町の一部（苫小牧支援学校の通学区域を除く地域）

## 交通
- JR日高本線富川駅より13km
- 道南バス平取バス停より徒歩10分